# Sinanköy, Bismil
Sinanköy là một xã thuộc huyện Bismil, tỉnh Diyarbakır, Thổ Nhĩ Kỳ. Dân số thời điểm năm 2008 là 1.613 người.